# Karl Neuhaus (Oberbürgermeister)
Karl Neuhaus (* 24. Januar 1888 in Gelsenkirchen; † 28. Dezember 1961 in Arenberg bei Koblenz) war ein deutscher Architekt, kommunaler Baubeamter und Politiker der CDU. Er war der erste Oberbürgermeister der Stadt Wanne-Eickel nach dem Zweiten Weltkrieg.

## Leben und Beruf
Neuhaus wuchs als Sohn eines katholischen Gastwirts auf, besuchte die Volksschule und das Gymnasium. 1907 begann er eine Maurerlehre, von 1908 bis 1911 studierte er parallel an der Baugewerkschule Münster, die er erfolgreich abschloss. Daraufhin arbeitete er zunächst als Architekt und absolvierte seinen Militärdienst als Einjährig-Freiwilliger bei einem Pionierbataillon in Hannoversch Münden. Von 1912 bis 1914 studierte er an der Technischen Hochschule Darmstadt. Er nahm als Soldat am Ersten Weltkrieg teil, zuletzt als Leutnant der Reserve. Im Zweiten Weltkrieg leistete erneut Kriegsdienst, 1941 verließ er die Wehrmacht im Rang eines Oberleutnants der Reserve.
Neuhaus war verheiratet und Vater von fünf Kindern.

## Politik und Verwaltung
Nach seinem Studium in Darmstadt ging Neuhaus in die Kommunalverwaltung und übernahm eine Stelle als Bautechniker beim Amt Wanne. Diese musste er nach kurzer Zeit wieder aufgeben, da er als Soldat in den Krieg zog. Im Januar 1919 kehrte er zum Amt Wanne zurück, 1923 stieg er dort zum Leiter des Bebauungs- und Siedlungsamts auf. Am 1. April 1926 ging das Amt Wanne in der neuen Stadt Wanne-Eickel auf, Neuhaus wurde nunmehr zum Stadtbauamtmann ernannt.
Am 11. April 1945 ernannte die britische Militärregierung Neuhaus zum Oberbürgermeister der kreisfreien Stadt Wanne-Eickel. Aus diesem Amt schied er bereits zum 23. Juli 1945 wieder aus und wurde von Wilhelm Jacobi abgelöst. Neuhaus blieb in der Stadtverwaltung als Baustadtrat tätig. In dieser Funktion legte er einen Vorschlag zur Erweiterung des Rathauses vor, dieser wurde jedoch nicht ausgeführt.
Nach seiner Pensionierung arbeitete Neuhaus wieder als Architekt, zusammen mit einem ehemaligen Mitarbeiter entwarf und baute er ein Hallenbad in Wanne.